# ابی لی میلر
ابی لی میلر (به انگلیسی: Abby Lee Miller) (زاد۲۱ سپتامبر سال ۱۹۶۶)
مربی رقص آمریکایی و مدیر و مالک Reign Dance. او همچنین بنیانگذار شرکت رقص ابی لی بود و در سریال تلویزیونی مادران رقص در هشت فصل حضور یافت. در ماه ژوئن سال ۲۰۱۶، وی به اتهام تقلب ورشکستگی و پنهان دارایی مجرم شناخته شد و در ماه مه ۲۰۱۷ به یک سال و یک روز در زندان فدرال محکوم شد.

## اوایل زندگی
میلر در ۲۱ سپتامبر سال ۱۹۶۶ در پیتسبورگ پنسیلوانیا متولد شد.